# Pieni-Varpanen (sjö i Kuopio, Norra Savolax)
Pieni-Varpanen är en sjö i kommunen Kuopio i landskapet Norra Savolax i Finland. Sjön ligger 102,3 meter över havet. Den är 7,8 meter djup. Arean är 81 hektar och strandlinjen är 6,81 kilometer lång. Sjön  ingår i Vuoksens huvudavrinningsområde.   Den ligger omkring 40 kilometer nordväst om Kuopio och omkring 350 kilometer norr om Helsingfors. 